# Støvlet-Cathrine
"Støvlet-Cathrine" (eller "Støvlet-Katrine"), Anna Cathrine Benthagen (født 1745 i København, død 25. august 1805 i Plön) var en prostitueret, som i en periode omkring 1767-68 var kong Christian 7.s elskerinde. De turede på Københavns værtshuse og bordeller. Gehejmekonseillet greb ind og fik gennemtvunget, at "Støvlet-Cathrine" blev deporteret til Holsten.

## Baggrund
Anna Cathrine var illegitim datter af prins Georg Ludvig af Braunschweig-Bevern, som var chef for det sjællandske regiment, og dennes elskerinde Anna Marie Schröder.
Som datidens skik og vane var, når det kom til uægte fyrstebørn, blev Schröder inden nedkomsten i 1745 gift med en af prinsens soldater, Johan Ernst Benthagen, hvis efternavn Anna Cathrine fik. Benthagen fik en rigsdaler om ugen i vederlag for at påtage sig faderskabet. Prins Georg var til stede ved Anna Cathrines dåb, og han fik udvirket, at hun, mod betaling, blev sat i pleje hos en regimentsoberst. Imidlertid døde hendes fader, da hun var blot tre år gammel, og hun blev tilbagegivet til sin moder og dennes lovformelige ægtefælle. Familien bedrev en slags skomagervirksomhed, og Cathrine blev sat til at løbe ærinder i byen. Derved fik hun det øgenavn, som hun hele livet forsøgte at slippe af med.
På et tidspunkt fik hun kontakt med en engelsk gesandt, som havde øje for hendes kvindelige kvaliteter. Hun blev hans elskerinde og fik tilnavnet "Mylady", men forbindelsen varede kun kort, og hun endte blandt gadens løse piger.
Allerede før Anna Cathrine fik forbindelse med kongen, var hun således kendt i det københavnske forlystelsesliv som offentligt fruentimmer, altså prostitueret. Som sådan beskrives hun som "en hore af 30 år, som havde været tilfals for alle, og var ei kiøn, men velvoxet, raffineret, dristig og uinteresseret..."..

## Kongens elskerinde
Kong Christian 7. er kendt for sine natteture gennem Københavns mere brodne kvarterer, hvor han afreagerede for de intriger og udmygelser, han var udsat for ved hoffet. Kongens "forlystelseschef", den ligeledes udsvævende greve Conrad Holck (1745-1800) sørgede for, at kongen stiftede intimt bekendtskab med Støvlet-Cathrine.. Forholdet mellem dem skal kun have varet et par måneder i slutningen af 1767, men Støvlet-Cathrine opnåede meget stor indflydelse på majestæten, da hun i særlig grad evnede at tilfredsstille hans sære tilbøjeligheder.
Bo Bramsen påstår, at det muligvis var hende, der fik udvirket, at kongen fyrede kabinetssekretæren Élie Reverdil (1732-1808), mens Ulrik Langen i sin biografi over Christian 7. hævder, at Anna Cathrine ikke havde noget med det at gøre, men at det var et resultat af en modvilje fra flere sider i hoffet, fra blandt andre grev Holck og Caspar von Saldern..
Kongens og Anna Cathrines forhold udviklede sig til en hærværksbølge, idet Anna Cathrine fik kongen og hans skare af drikkebrødre til at besøge de bordeller, som hun tidligere havde haft forbindelse med. De var alle forklædte, og Anna Cathrine gik i mandsklæder. De smadrede systematisk alt inventaret og tæskede alfonser, som skyldte hende penge eller andre prostituerede, som havde behandlet hende dårligt. Når dette var overstået smed hun forklædningen for at være sikker på at vise, hvorfor det skete. Kongen gav Anna Cathrine en lejlighed på Vandkunsten hvor han ofte opsøgte hende, og hvor genboerne overfor kunne se dem ligge nøgne sammen på gulvet.

## Støvlet-Cathrines forvisning
Anna Cathrine pressede på for at blive introduceret ved hoffet. Kongens kammerjunker Holck skaffede hende adgang til en af hofteaterets forestillinger, hvor hun fik anvist en plads i logen over for dronningen, til almen forargelse. Ligeledes opnåede Cathrine at komme med til et maskebal på slottet. Der opstod rygter om, at kongen ville ophøje hende til adelsstanden under navnet Bevernskjold og gøre sit forhold til hende officielt. Disse forhold bevirkede, at ministrene greb ind. De fik en udsending fra det russiske hof, Saldern, til at true kongen med, at forholdet til Rusland var på spil. Desuden påstod han, at et folkeligt oprør var undervejs. Disse trusler gjorde kongen forskrækket, og han opgav omgående forholdet til Cathrine. Den 5. januar 1768 underskrev han en befaling om hendes udvisning fra hovedstaden.
Anna Cathrine blev forvist til tugt- og spindehuset i Wandsbek ved Hamborg, hvor hun dog skal have fået en ganske mild behandling. Da Christian 7. i foråret 1768 opholdt sig på slottet Traventhal i Holsten, forsøgte Cathrine at få adgang til ham og tale sin sag. Forklædt i mandfolkeklæder gik hun til slottet, hvor hun præsenterede sig for hoftjenerne som "monsieur de Brockdorff". Hun fik hjælp af løberen Andreas Hjort, der havde introduceret Cathrine for kongen. Hun blev genkendt og ført tilbage til Hamborg, inden hun nåede at se kongen. I 1770 fik hun tildelt en livsvarig pension på 500 rigsdaler, men forpligtede sig samtidig til ikke at tage ophold i de byer, hvortil hoffet kunne ventes.

## Ægteskaber
Anna Cathrine blev gift med advokaten Conrad Ditlev Maës, (1748–1813) i 1770, blev skilt og giftede sig med musikeren Hans Hinrich Schweder (1760–1813) i 1785.
Efter statskuppet i januar 1772, hvor Struense blev arresteret, skrev hun et langt brev til kongen, hvor hun ønskede ham tillykke med hans (formodet) genvundne frihed og tilføjede, at hun havde skrevet flere gange tidligere, men at Struensee formentlig ikke havde ladet kongen få brevene at se. Desuden anmodede hun om, at hendes ægtefælle måtte blive tildelt et lille embede som postmester, men da hun ikke fik svar, forlod hun sin mand kort tid efter og tog ophold i Kiel.

## Struensees erindringer
Mens Struensee sad i varetægt i 1772, nedskrev han nogle erindringer, blandt andet omtaler han en kvinde ved navn de la Roquer, som kongen i sin vildelse havde talt om:
"Han omtaler hende som stor, kraftig og stærk, mere en mand end en kvinde, hun har store hænder, er liderlig, udsvævende og fordrukken. Han fortæller om sin drømmekvinde, at han løber omkring i gaderne med hende, lader sig slå af hende og drikker sig fuld sammen med hende."
Hun døde 25. august 1805 i Plön i Holsten.

## I litteraturen
Støvlet-Cathrine er beskrevet litterært blandt andet af Karen Blixen i Samtale om Natten i København.
Hun er en af personerne i Bo Holtens opera Livlægens Besøg bygget over Per Olov Enquists bog.
En overlevering vil vide, at hun boede i Bondebyen i Kongens Lyngby i Støvlet-Cathrines hus, hvilket dog er en myte, idet hun døde i 1805, mens huset i Bondebyen først er opført i 1808, og der er ingen dokumentation for, at hun nogensinde har opholdt sig i Lyngby.